# Hypothenar-Hammer-Syndrom
Das Hypothenar-Hammer-Syndrom (HHS) ist eine arterielle Durchblutungsstörung der Hand, die durch einmalige oder wiederholte stumpfe Gewalteinwirkung auf den Kleinfingerballen, den so genannten Hypothenar, verursacht wird. Durch die Gewalteinwirkung wird die Arteria ulnaris verletzt.
Das Syndrom tritt meist bei Handwerkern auf, die ihre Hand wie ein Schlagwerkzeug benutzen. Der Hypothenarbereich wird sozusagen als Ersatz für einen Hammer verwendet. Auch Kampfsportler können ein HHS erleiden.

## Symptome
Typische Beschwerden beim Hypothenar-Hammer-Syndrom sind Taubheit, Kraftlosigkeit, Kältegefühl und Schmerzen in der betroffenen Hand. Diese Symptome treten unter Umständen erst Tage, Wochen oder Monate nach dem auslösenden Ereignis ein. In vielen Fällen haben die Betroffenen jedoch keine Beschwerden, weil bei ihnen die Blutgefäße der Hand durch die unverletzte Arteria radialis versorgt werden. Das HHS gilt daher als sehr seltenes Krankheitsbild.

## HHS als Berufskrankheit
In Deutschland ist das Hypothenar-Hammer-Syndrom seit 2015 als Berufskrankheit anerkannt. Die Legaldefinition lautet: „Gefäßschädigung der Hand durch stoßartige Krafteinwirkung (Hypothenar-Hammer-Syndrom und Thenar-Hammer-Syndrom)“. Der Anerkennung war eine entsprechende Empfehlung des Ärztlichen Sachverständigenbeirats „Berufskrankheiten“ beim Bundesministerium für Arbeit und Soziales vorangegangen.